# Lily Tomlin
Mary Jean Tomlin (Detroit, 1 september 1939) is een Amerikaans actrice, comédienne en scenarioschrijver. Zij werd in 1976 genomineerd voor een Oscar voor haar bijrol als Linnea Reese  in de muzikale dramafilm Nashville. Meer dan 25 andere prijzen werden haar daadwerkelijk toegekend, waaronder Primetime Emmy Awards in 1974, 1976, 1978, 1981 (alle vier als schrijfster) en 2013 (als verteller in de documentaire An Apology to Elephants), American Comedy Awards in 1987, 1988, 1991, 1992 en 1994  en een Golden Globe in 1994 (samen met de gehele cast van de dramafilm Short Cuts).
Tomlin maakte in 1972 haar filmdebuut toen haar stem te horen was over de telefoon in Scarecrow in a Garden of Cucumbers. Drie jaar later was ze voor het eerst te zien op het witte doek als Linnea Reese in Nashville, waarvoor ze een Oscarnominatie kreeg. Sindsdien verscheen ze in meer dan 25 bioscoopfilms.
Naast haar filmoptredens en komedieshows, verschijnt Tomlin in zowel vaste als gastrollen in verschillende televisieseries. Zo speelde ze Kay Carter-Shepley in 39 afleveringen van Murphy Brown en Deborah Fiderer in 34 episodes van The West Wing. Ook sprak ze van september 1994 tot en met december 1997 de stem in van Ms. Valerie Frizzle voor meer dan vijftig uitzendingen van de  tekenfilmserie The Magic School Bus.
Tomlin begon in 1971 een relatie met scriptschrijfster-producente Jane Wagner, met wie ze in 2013 trouwde.

## Prijzen
Belangrijkste gewonnen prijzen:
- Emmy Awards:

1974: voor het schrijven van televisiespecial Lily (samen met de andere schrijvers)
1976: voor het schrijven van televisiespecial The Lily Tomlin Special (samen met de andere schrijvers)
1978: voor het schrijven van The Paul Simon Special (samen met de andere schrijvers)
1981: voor de satire Lily: Sold Out (samen met de andere producenten)
- Golden Globe samen met alle acteurs van Short Cuts in 1994
- Zilveren Beer voor haar rol in de film The Late Show (1977)
- American Comedy Awards:

1987: grappigste vrouwelijke stand-upkomiek
1988: grappigste vrouwelijke stand-upkomiek
1992: voor haar hoofdrol in de film The Search for Signs of Intelligent Life in the Universe
1994: voor haar bijrol in de film Short Cuts
- Grammy Awards

1972: Winnaar in de categorie Best Comedy Recording
- 2016 -Screen Actors Guild Life Achievement Award

## Filmografie
*Exclusief televisiefilms
| - Spider-Man: Into the Spider-Verse (2018, stem) - Grandma (2015) - Admission (2013) - The Pink Panther Deux (2009) - Ponyo (2008, stem Engelstalige versie) - The Walker (2007) - The Ant Bully (2006, stem) - A Prairie Home Companion (2006) - The Last Guy on Earth (2006) - I Heart Huckabees (2004) - Orange County (2002) - The Kid (2000) - Tea with Mussolini (1999) - Krippendorf's Tribe (1998) - Getting Away with Murder (1996) | - Flirting with Disaster (1996) - Blue in the Face (1995) - The Beverly Hillbillies (1993) - Short Cuts (1993) - Shadows and Fog (1991) - The Search for Signs of Intelligent Life in the Universe (1991) - Big Business (1988) - All of Me (1984) - The Incredible Shrinking Woman (1981) - 9 to 5 (1980) - Moment by Moment (1978) - The Late Show (1977) - Nashville (1975) - Scarecrow in a Garden of Cucumbers (1972) |

## Televisieseries
*Exclusief eenmalige gastrollen
- Grace and Frankie - Frankie Bergstein (2015-2022)
- Web Therapy - Putsy Hodge (2011-2015, vijftien afleveringen)
- Malibu Country - Lillie Mae MacKenzie (2012-2013, achttien afleveringen)
- Eastbound & Down - Tammy (2012, drie afleveringen)
- Web Therapy - Putsy Hodge (2012, drie afleveringen)
- Damages - Marilyn Tobin (2010, tien afleveringen)
- Desperate Housewives - Roberta Simmons (2008-2009, zes afleveringen)
- 12 Miles of Bad Road - Amelia Shakespeare (2008, zes afleveringen)
- The West Wing - Deborah Fiderer (2002-2006, 34 afleveringen)
- Will & Grace - Margot (2005-2006, twee afleveringen)
- Murphy Brown - Kay Carter-Shepley (1996-1998, 39 afleveringen)
- The Magic School Bus - Ms. Valerie Frizzle (1994-1997, 52 afleveringen - stem)
- Saturday Night Live - Verschillende (1976-1977, twee afleveringen)
- Rowan & Martin's Laugh-In - Edith Ann (1969-1973, zeven afleveringen)
- The Garry Moore Show - (1966-1967, ? afleveringen)

- Bibsys: 1012776
- Biblioteca Nacional de España: XX1392038
- Bibliothèque nationale de France: cb14040365z (data)
- Gemeinsame Normdatei: 118949918
- International Standard Name Identifier: 0000 0001 1447 6892
- Library of Congress Control Number: n85242403
- MusicBrainz: 9f3abc35-a308-430d-833a-cb793eeec95e
- Nationale Bibliotheek van Tsjechië: xx0059235
- Nationale bibliotheek van Australië: 35961739
- Nationale Bibliotheek van Israël: 987007451107005171
- Nationale Bibliotheek van Polen: a0000001761936
- Nederlandse Thesaurus van Auteursnamen: 073110655
- SNAC: w6r86c6x
- Système universitaire de documentation: 084149396
- Union List of Artist Names: 500350692
- Virtual International Authority File: 72193701
- WorldCat: E39PBJjXhXG9vGQQQD6Yj7HcT3